# هجوم ريف دمشق (أبريل–مايو 2016)
كان هجوم ريف دمشق (أبريل–مايو 2016) هجوم للجيش السوري، في محافظة ريف دمشق، تم شنه في أواخر أبريل 2016، كجزء من الحرب الأهلية السورية. أسفر الهجوم عن سيطرة الجيش على القطاع الجنوبي من الغوطة الشرقية الخاضعة للمعارضة، بعد أن استغلت القوات الحكومية الاقتتال المتزامن بين المعارضة على نطاق واسع في الغوطة الشرقية الذي أودى بحياة حوالي 500 معارض.